# Ever Oasis
Ever Oasis (エヴァーオアシス 精霊とタネビトの蜃気楼?, Ever Oasis: Seirei to Tanebito no Shinkirō) è un videogioco di ruolo sviluppato da Grezzo e pubblicato nel 2017 da Nintendo per Nintendo 3DS. Il gioco è prodotto da Koichi Ishii.